# Еван Лайсачек
Е́ван Лайса́чек (англ. Evan Frank Lysacek, МФА: [ˈɛvən ˈlaɪsətʃɛk]; іноді ім'я та прізвище озвучуються — І́вен і Ли́сачек, відповідно; *4 червня 1985, Чикаго, США) — американський фігурист, що виступає в одиночному чоловічому катанні.
Він — олімпійський чемпіон Ванкувера (2010), переможець Чемпіонату світу з фігурного катання 2009 року, дворазовий переможець Чемпіонату Чотирьох Континентів з фігурного катання (2005 і 2007 роки), чемпіон США з фігурного катання (2007 і 2008 роки).

## Спортивні досягнення

### після 2004 року
| Змагання / Сезони                                   | 2004/2005 | 2005/2006 | 2006/2007 | 2007/2008 | 2008/2009 | 2009/2010 |
| --------------------------------------------------- | --------- | --------- | --------- | --------- | --------- | --------- |
| Зимові Олімпійські ігри                             |           | 4         |           |           |           | 1         |
| Чемпіонати світу з фігурного катання                | 3         | 3         | 5         | WD        | 1         |           |
| Чемпіонати Чотирьох Континентів з фігурного катання | 1         |           | 1         | 3         | 2         |           |
| Чемпіонати США з фігурного катання                  | 3         | 2         | 1         | 1         | 3         | 2         |
| Фінали Гран-Прі                                     |           | WD        | WD        | 3         |           | 1         |
| Етапи Гран-Прі: «Skate Canada»                      |           |           |           |           | 3         |           |
| Етапи Гран-Прі: «Skate America»                     | 5         | 2         | 2         | 2         | 3         | 1         |
| Етапи Гран-Прі: «Cup of China»                      |           |           | 1         | 2         |           | 2         |
| Етапи Гран-Прі: «NHK Trophy»                        |           | 2         |           |           |           |           |
| Етапи Гран-Прі: «Cup of Russia»                     | 5         |           |           |           |           |           |

### До 2004 року
| Змагання / Сезони                                   | 1998/1999 | 1999/2000 | 2000/2001 | 2001/2002 | 2002/2003 | 2003/2004 |
| --------------------------------------------------- | --------- | --------- | --------- | --------- | --------- | --------- |
| Чемпіонати світу з фігурного катання серед юніорів  |           |           | 2         |           | 2         | 2         |
| Чемпіонати Чотирьох Континентів з фігурного катання |           |           |           |           | 10        | 3         |
| Чемпіонати США з фігурного катання                  | 1 N.      | 1 J.      | 12        | 12        | 7         | 5         |

- N = дитячий рівень; J = юніорський рівень; WD = знявся зі змагань